# История Йошкар-Олы

## Ранний период
Впервые Йошкар-Ола упоминается 1 ноября 1584 года в разрядной книге — главном документе «Разрядного приказа» 1475 — 1598 годов. Однако, археологические раскопки свидетельствуют, что люди в окрестностях этих мест жили уже с эпохи мезолита (12 тыс. лет до н. э.).
Территория вокруг современного города всегда была окружена богатыми лесами, что позволяло местному населению заниматься охотой и собирательством, а лес использовать в качестве строительного материала. Места лесных вырубок распахивались и использовались под нужды земледелия и скотоводства. Были развиты бортничество и рыболовство. На поселениях находят много изделий из кости, связанных главным образом с охотой (различных форм наконечники стрел, гарпуны, наконечники мотыг), обломки глиняной посуды, украшения.
Между XIII и XV веком территория современной Йошкар-Олы была заселена коренными марийцами и входила в состав Золотой Орды, а затем, до середины XVI века, являлась северной периферией Галицкой даруги Казанского ханства, через которую осуществлялись торгово-экономические и военно-политические связи между Казанью и северо-восточными русскими землями. В частности, известно, что эту местность пересекала Галицкая дорога, проходившая на северо-запад от Казани в сторону города Галича — важного средневекового города северо-восточной Руси. В составе Казанского ханства у марийцев не было городов, они жили небольшими поселениями — «илемами».

## Основание Царевококшайска
Длительное военное соперничество между русскими княжествами и Золотой Ордой, а в последующем — между Русским государством и Казанским ханством, завершилось в октябре 1552 года разгромом Казанского ханства войсками Ивана Грозного, и присоединением Среднего Поволжья, в том числе и марийского края, к Российскому государству. С этим непосредственно связано основание города Царевококшайска. Часть местного населения уже в середине октября 1552 года была приведена к присяге на верность русскому царю и обязалась платить ему ясак. Но уже в декабре марийцы во многих местах восстали, отказались подчиняться новым порядкам московского правительства, а с весны 1553 года развернулось широкое национально-освободительное движение, получившее название «черемисских войн».
Для подавления восстания на земли луговых марийцев направлялись московские войска под управлением воевод «на вылазке». Важным пунктом их дислокации была «волость Ошла» (речка Ошла впадает в Кокшагу рядом с городом), а наряду с ней в летописных сообщениях впервые упоминаются Кокшага, Манага и другие окрестности. В одном ряду с ними называется также Мамич-Бердеева волость по имени предводителя мятежного движения. Возможно, и она находилась на Малой Кокшаге, близ устья Ошлы, включая место будущего города. Здесь Мамич-Бердей даже попытался провозгласить независимое «царство» с приглашением править ногайского царевича, но при попытке склонить «горных черемис» на совместную войну с Москвой был пленён и отправлен в Москву на расправу.
Черемисские войны прошли тремя волнами: 1552—1557 гг., 1572—1574 гг., 1582—1584 годы. Во время второй из них Иван Грозный решил не ограничиваться временными военно-ресурсными базами, опорными военными пунктами на вновь присоединенной территории и указал там «городы и остроги ставити». Так, в 1574 году был построен между устьями Большой и Малой Кокшаги город Кокшажск (Кокшайск), и контроль над значительной частью Луговой стороны был установлен — восстание прекратилось. Но через несколько лет вновь стало неспокойно в центре марийской земли. Сюда многократно посылались войска, но подавить сопротивление долго не удавалось. Тогда решили построить города-крепости и в глубинных районах на расстоянии дневного перехода пеших войск (это составляло тогда 50-60 верст), чтобы окончательно усмирить мятежников. Это было осуществлено уже после смерти Ивана Грозного, в царствование Федора Иоанновича. «Сам государь праведный, — сказано в летописи, — рассмотрев, да видя их, и чая от них впредь измены, и посла воевод своих и повелел ставити во всей Черемисской земле городы», и тем укрепил здесь московское правление.
Летом 1584 года войска русских воевод поднялись по Малой Кокшаге из Кокшайска, разгромили основные силы мятежников и на Малой Кокшаге, в её среднем течении на правом берегу в наиболее удобной местности, уже освоенной ими со времен первой черемисской войны, заложили крепость и сообщили об этом в Москву. И появилось в «Разрядных книгах» первое документальное упоминание Царёва города на Кокшаге «в Черемисе».
Лета 7093-го ноября в 1 день государь царь и великий князь Федор Иоаннович всея Руси указал послати в новый Царёв город с нарядом и с запасы воевод на три полки. В большом полку воевода князь Иван Ондреевич Ноготков да голова князь Григорий Вельской. В передовом полку воевода князь Иван Васильевич Гагин-Великого. В сторожевом полку князь Петр Шеховской. И как воеводы запасы и наряд в город провезут, и быти в Царёве городе воеводами князю Ивану Ноготкову да Михаилу Александрову сыну Нагово; в городничих быти Звяге Воейкову…

В другом летописном сообщении указано: 
Лета 7092. Того же году и в Черемисе Царёв город
По бытовавшему тогда византийскому календарю «от сотворения мира» 7092 год охватывал время с 1 сентября 1583 года по 31 августа 1584 года. Следовательно, 1 ноября — дата первого упоминания города, построенного уже до 31 августа. Поскольку Царёвых городов оказалось несколько, то для уточнения стали писать Царёв город на Кокшаге или Царёв Кокшайский, а через эту форму в первой половине XVII века закрепилось название Царевококшайск. К городу был приписан уезд, который ещё в течение длительного времени назывался «Царегородский» (отсюда и распространенная в этих краях фамилия Царегородцев).
Основание Царевококшайска было частью политики правительственной колонизации вновь приобретенных земель. С территории застройки города и в окружности не менее пяти верст коренные жители выселялись подальше или сами уходили, не дожидаясь насильственного изгнания.
«Царёв город на Кокшаге» (отсюда позднее образовалось надолго закрепившееся официальное название города — Царевококшайск) был основан в 1584 году при царе Фёдоре Иоанновиче уже после смерти Ивана Грозного. Первоначально Царевококшайский кремль представлял собой типичное военное укрепление, окружённое с четырёх сторон земляными валами с деревянными стенами. Со временем город перестал выполнять свою военную функцию, превращаясь в ремесленный и торговый центр. Здесь начали селиться ремесленники, торговцы, крестьяне, границы города тоже вышли за прежние пределы, образовав посад и слободу. Основным занятием населения стало земледелие. В окрестностях города выращивался хмель. Процветали пушной, лесной и винокуренный промыслы. Но основную часть населения по-прежнему составляли военные.

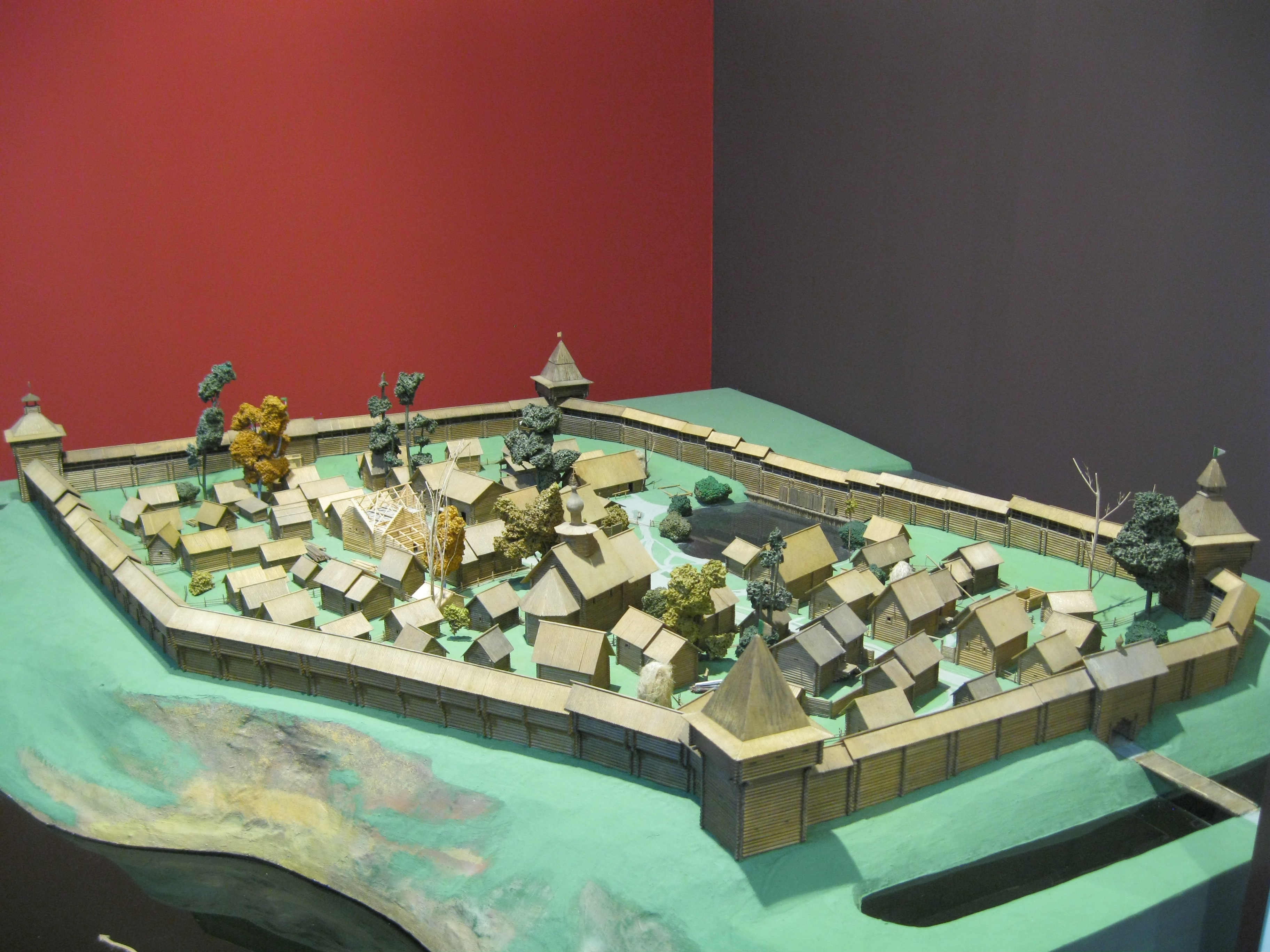
Макет Царевококшайского кремля в XVII веке из Национального музея имени Т. Евсеева

Царевококшайск в течение длительного времени оставался военно-административным центром в глубине марийского края. В городе размещались уездная администрация и военный гарнизон, состоящий из русских стрельцов и служилых людей, которым не раз приходилось подавлять стихийные волнения местного населения. Например, бунтующие крестьяне Поволжья и Вятской стороны (русские, татары, чуваши, марийцы) зимой 1609 года с боем захватили Царевококшайск. Для усмирения повстанцев из Казани прибыл царский карательный отряд, который жестоко расправился с восставшими.
Царевококшайцы участвовали в ополчении Кузьмы Минина и Дмитрия Пожарского. Их посылали для усиления русского влияния на Дон и в калмыцкие степи. Сохранились предания, что царевококшайцы участвовали и в военных походах Петра I.
С созданием Царёва города на Кокшаге здесь появилось и русское население. Рядом с крепостью был расположен посад, где жили торговцы и ремесленники, в основном прибывшие из центральных районов Русского государства. В середине XVII в. деревни, находившиеся в окрестностях Царевококшайска, ныне вошедшие в черту города (Вараксино, Лапшино, Гомзово, Берёзово, Кожино, Марково, Пахомово, Ширяйково, Жуково, Княжна), принадлежали царскому окольничему князю В. Г. Ромодановскому. Во второй половине XVII в. после его смерти, они перешли в ведение дворцового управления, то есть государственной казны. Из нерусского населения в городе и его окрестностях проживали новокрещённые служилые люди — тарханы, о которых напоминает до сих пор название городского микрорайона «Тарханово».

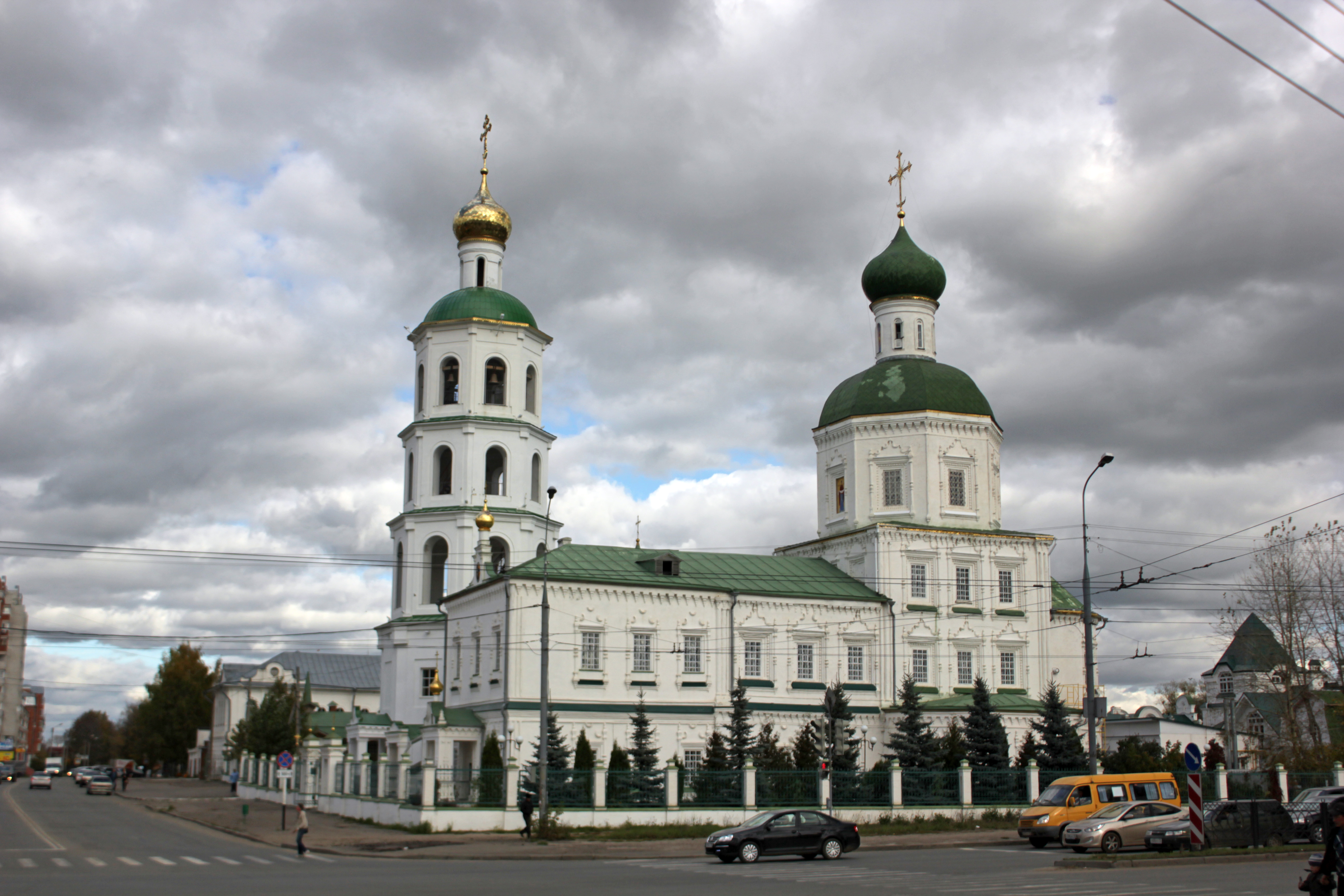
Вознесенский собор 1756 года постройки.

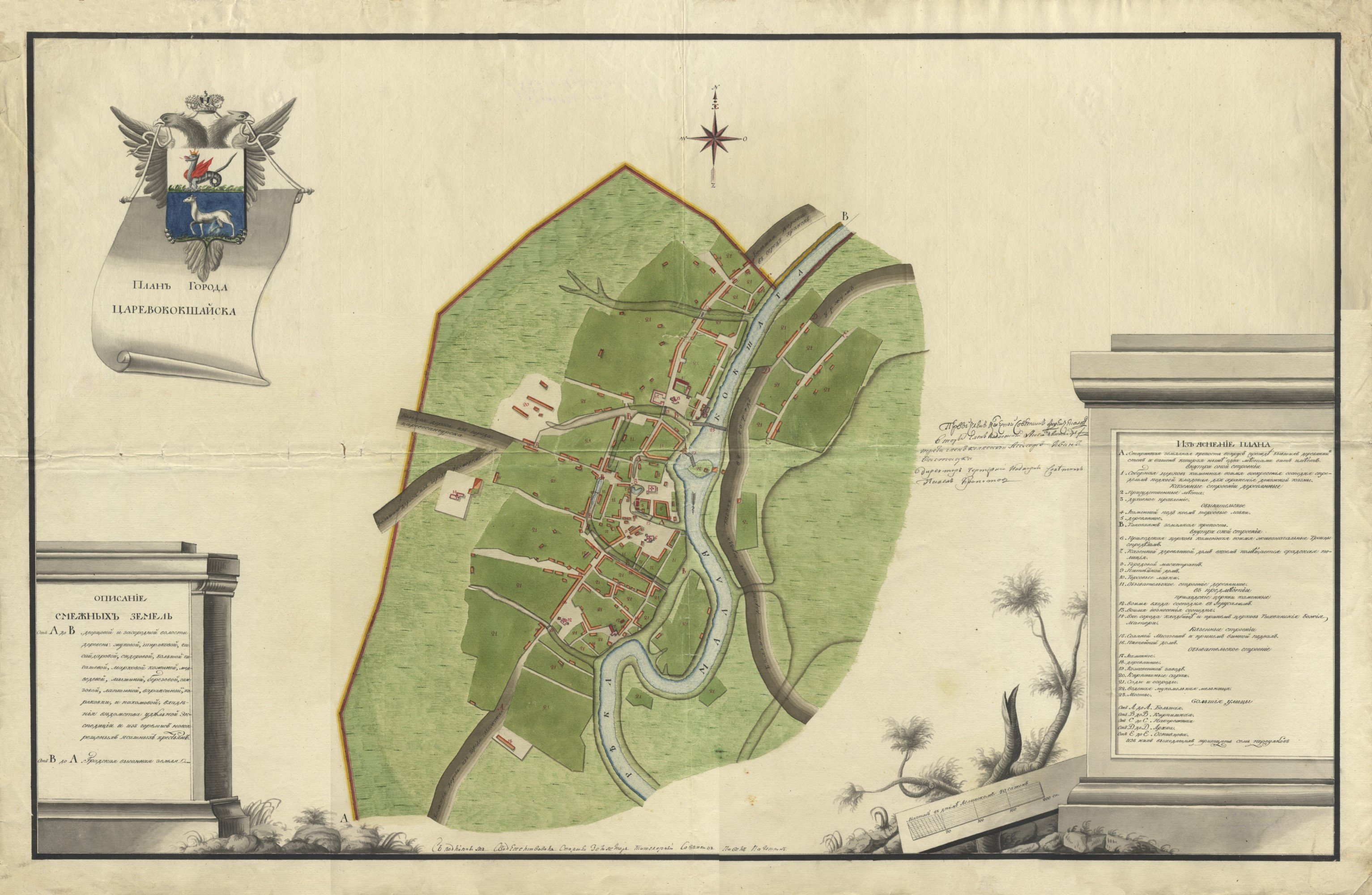
Карта Царевококшайска 1795 года.

Возникнув как укреплённый город, Царевококшайск ещё более 300 лет назад стал центром уезда. Городом и уездом в XVII в. управлял воевода, назначаемый Разрядным приказом и подчинявшийся приказу Казанского двора. Он руководил вооружёнными силами, исполнял юридические функции, собирал ясак с марийского населения.
При Петре I Царевококшайск был приписан к Казанской губернии, в которую входило всё Поволжье от Нижнего Новгорода до Астрахани. В 1775 году издаётся указ, согласно которому в Казанскую губернию входило только Среднее Поволжье. Царевококшайск стал уездным центром вновь преобразованной Казанской губернии.
В XVIII в. город несколько видоизменился: появились каменные дома, было построено 5 церквей: Троицкая (1736 год), Входо-Иерусалимская (1754 год), Вознесенская (1756 год), Воскресенский собор (1759 год), Тихвинская (1774 год). В «Экономических примечаниях Царевококшайского уезда», составленных в конце XVIII в., указывалось, что в Воскресенском соборе помещалась кладовая для хранения собираемой государственной денежной казны; в казённом помещении возле Троицкой церкви размещались городская полиция и тюрьма.
В XVIII веке в городе появились первые промышленные предприятия, наблюдался бум каменного строительства (до этого город был полностью деревянным). В городе стала проводиться Александро-Елизаветинская ярмарка. Тогда же в городе складываются купеческие династии.

### XIX век в истории города
В 1835 году был создан первый регулярный план Царевококшайска. На нём 1 марта 1835 года император Николай I собственноручно начертал: «Быть по сему». По этому плану город и развивался в дальнейшем, постепенно превращаясь в торгово-экономический и культурный центр Марийского края, хотя его население составляло всего около 2000 чел.
С середины XIX века Царевококшайск становится местом политической ссылки. Сюда были сосланы участники Польского восстания 1863 года.
По уровню среднего образования Царевококшайск в этот период занимал первое место в губернии, опережая саму Казань: здесь на две тысячи населения было пять школ. Но в то же время в городе не было развитой промышленности. В 1837 году местный краевед, — уездный исправник, барон Александр фон Келлер, в очерковых заметках писал: « … фабрик и заводов нет … разных ремесленников находится: столяр — 1, сапожников — 2, портных — 2, медник — 1, оловянник — 1, красильщиков — 2».

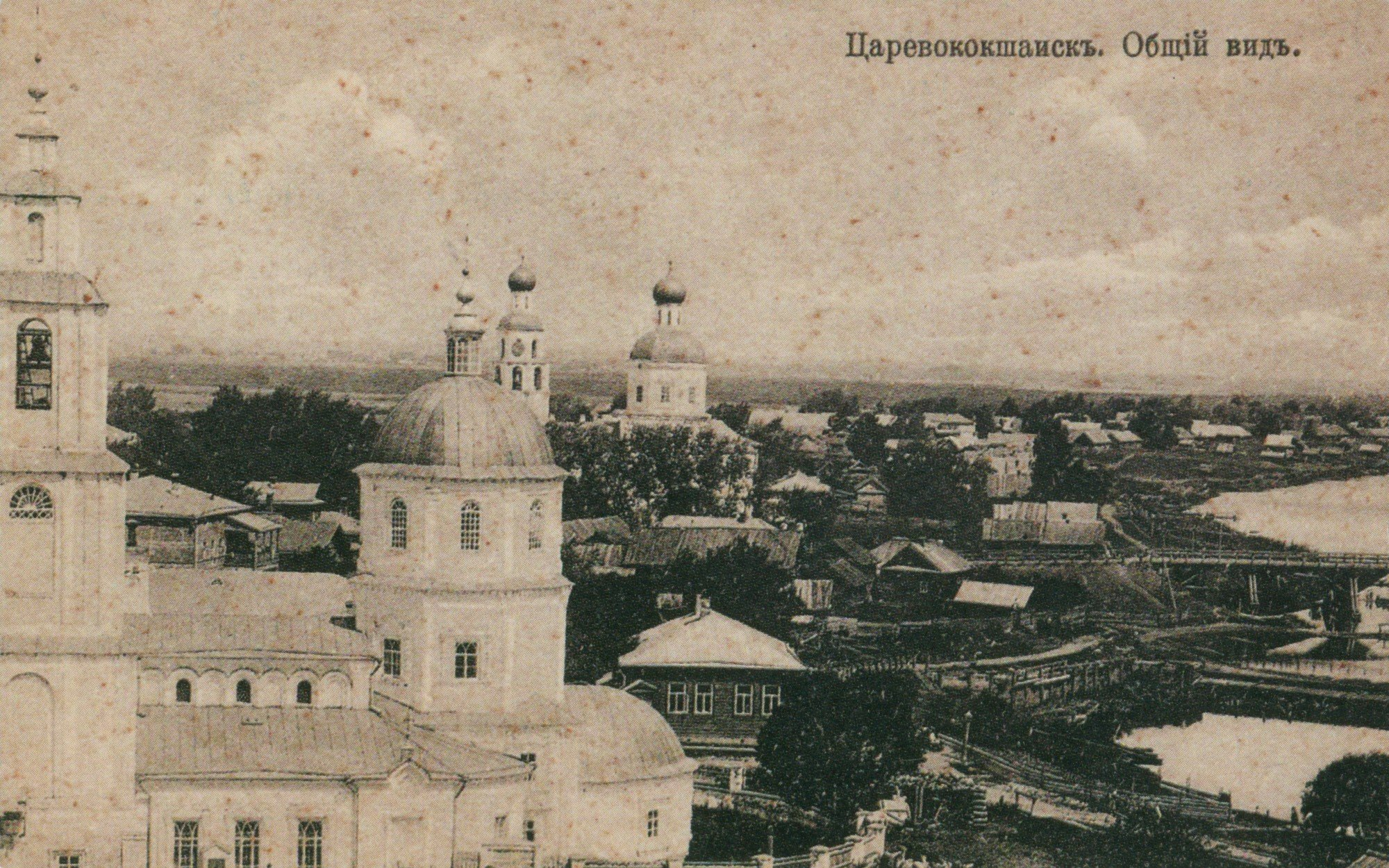
Вид на город с колокольни Троицкой церкви в начале XX века. На переднем плане — Воскресенский собор, на заднем — Вознесенская церковь.

Спустя почти полвека, в 1876 году, другой краевед, учитель И. О. Дерюжев, констатировал: «За исключением булочника, мясника, сапожника и немногих других ремесленников, занимающихся такими работами, без которых никакое скопление людей не могло бы существовать при самой небольшой степени образованности населения, ни одна отрасль промышленности не известна городскому населению». Только в конце XIX века в Царевококшайске был построен небольшой винокуренный завод, на котором работали 70 рабочих.

### XX век в истории города
К началу XX века Царевококшайск оставался тихим провинциальным городом. Основу экономики составляло сельское хозяйство, самым многочисленным сословием было крестьянство.
17 февраля 1919 года Царевококшайск был переименован в Краснококшайск. 18 июня 1920 года вошёл в состав Вятской губернии. 4 ноября 1920 года принимается Декрет ВЦИК и СНК РСФСР об образовании Марийской автономной области, а уже 25 ноября Краснококшайск становится её административным центром.

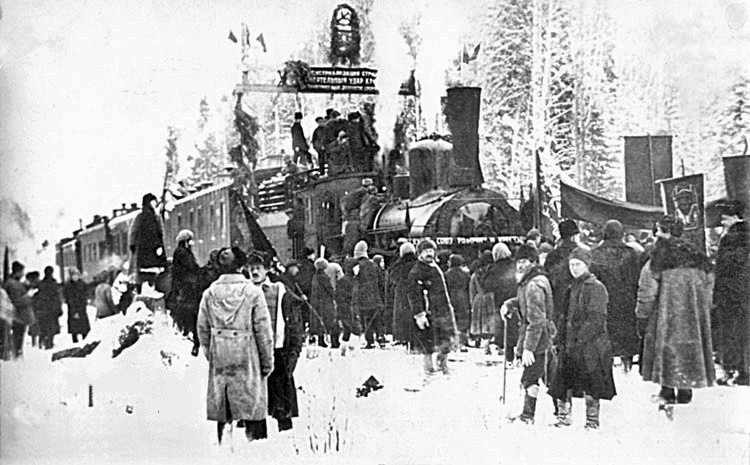
Первый поезд, прибывший в Йошкар-Олу

25 января 1928 года Краснококшайск получил марийское национальное название — Йошкар-Ола («Красный город»). В декабре 1936 года Марийская автономная область была преобразована в Марийскую Автономную Советскую Социалистическую Республику и город Йошкар-Ола становится её столицей.
В годы Великой Отечественной войны в Йошкар-Олу было решено эвакуировать некоторые заводы, что дало мощный толчок промышленному и социально-экономическому развитию, город стал активно застраиваться в западном и южном направлениях, а после и в заречной части. Большое значение для экономического роста города имело проведение из Зеленодольска высоковольтной линии электропередач (1959 год) и газопровода (1967 год).

Памятник В. И. Ленину в центре Йошкар-Олы

В 1950—1960-х годах была осуществлена ансамблевая застройка центрального района города, которая явилась большим достижением йошкар-олинских архитекторов. Постепенно сформировалась застройка по ул. Институтской (ныне Ленинский проспект), которая стала главной улицей города. Здесь были возведены новые здания администрации города, дома правительства, гостиницы «Йошкар-Ола». В 1970—1980-х годах было реализовано наиболее крупное градостроительное мероприятие Йошкар-Олы — освоение левобережья Кокшаги и создание нового Заречного жилого массива — микрорайона Сомбатхей.
Одной из самых памятных дат в истории Йошкар-Олы является награждение города в 1984 году орденом Трудового Красного Знамени «За успехи, достигнутые трудящимися города в хозяйственном и культурном строительстве, и в связи с 400-летием со времени основания».

### Современный период
В 1990 году город Йошкар-Ола был включен в число исторических городов России. В 2010 году был исключён из списка.
16 июля 1997 года Государственной регистрационной палатой Республики Марий Эл зарегистрирован устав муниципального образования города Йошкар-Олы, который определяет правовые, территориальные, экономические и финансовые основы городского самоуправления, роль жителей города и органов самоуправления в осуществлении народовластия, закрепляет полномочия, систему и структуру органов самоуправления города.
10 июля 2003 года Государственное Собрание Республики Марий Эл утвердило республиканскую целевую программу социально-экономического развития города Йошкар-Олы на 2003—2008 годы под названием «Столица». Её целью стало «создание качественной городской среды, понимаемой как совокупность благоприятных условий для жизни населения и деятельности хозяйствующих субъектов», что дало новый толчок к развитию города. Сейчас на территории города активно ведутся работы по восстановлению и реконструкции немногих сохранившихся зданий и церквей, строятся новые дома, создается благоприятные условия для жизни йошкаролинцев.

## Исторический очерк
В октябре 1552 года после нескольких «казанских войн» Казанское ханство, в которое входили земли луговых марийцев, было разгромлено войсками Ивана Грозного. Местное население начало платить ясак московскому правительству, но уже с декабря 1552 года началось сопротивление. Марийское сопротивление было представлено тремя этапами, которые в истории получили название «черемисских войн». В ходе подавления восстаний Иван Грозный пришел к необходимости административного закрепления на недавно завоеванной территории за счет строительства городов-крепостей. Первыми жителями таких городов-крепостей, укрепленных поселений были в основном военно-служилые люди во главе с воеводой. Мари были изгнаны с прежних мест проживания на территории крепостей, им запрещалось селиться в радиусе 5 км от крепости и оставаться в крепости на ночь.
Первое название города (1584 год) — Царёв город. Затем, для уточнения местоположения (так как это был не единственный Царёв город) его назвали Царёв город на Кокшаге или Царёв город Кокшайский. Отсюда позднее образовалось надолго закрепившееся официальное название города — Царевококшайск.